# أبو زيد البلخي
أحمد بن سهل، أبو زيد البَلْخِي (235 - 322 هـ / 849 - 934 م) الملقب: «الجاحظ الثاني» هو أحد حكماء الإسلام وعلمائهم البارزين في الأدب والفقه والفلسفة.
كان عالماً موسوعياً في الطب وعلم النفس والرياضيات والجغرافيا. كان تابعاً للعلامة الكندي
ولد في إحدى قرى بلخ. يعد رأس مدرسة في الجغرافية العربية، لعنايته بالخرائط في كتابه.
ألف نحو سبعين كتاباً، ولكن فقد أغلبها. تتلمذ عليه كثيرون، منهم: أبو جعفر الخازن وأبو الحسن العامري النيسابوري وأبو بكر الرازي وأبو محمد الوزيري ومعن بن فرعون.

## حياته
ولد أبو زيد البلخي بناحية شامسيان ناحية من نواحي بلخ وكان واحد من أهل سجستان، بدأ حياته العملية كمعلم للصبيان، ثم سافر إلى أرض العراق لاقتباس العلوم على أيدي عدد من العلماء فتوجه إليها راجلا مع الحاج وأقام هناك حوالي ثماني سنوات، والتقى هناك بالكبار والأعيان، تتلمذ في البداية على يد أبي يوسف يعقوب بن اسحاق الكندي فأخد عنه الفلسفة والطب وعلوم الطبيعة وقد تعمق كثيراً في علم الفلسفة وبحث أصول الدين وبرز في علوم الطب والطبائع، فجاب البلاد شرقا وغربا ثم في نهاية المطاف عاد إلى بلده بلخ عن طريق هراة وسكن سمرقند.

## أعماله
من بين الكتب العديدة التي نسبها إليه ابن الفريد من قبل ابن النديم يمكن للمرء أن يلاحظ امتيازاً في الرياضيات على اليقظة في علم التنجيم. يتألف كتابه صور الأقاليم بشكل رئيسي من الخرائط الجغرافية. وكتب أيضاً العمل الطبي والنفسي: مصالح الأبدان والأنفس.
يصف باحث معاصر الجزء الأكبر من أعماله على أنها «أكثر من ستين كتاباً ومخطوطة يبحث بدقة في تخصصات متنوعة مثل الجغرافيا والطب واللاهوت والفلسفة والسياسة والشعر والأدب والقواعد العربية وعلم التنجيم وعلم الفلك والرياضيات والسيرة الذاتية والأخلاق وعلم الاجتماع بالإضافة إلى مواضيع أخرى.»

## صور الأقاليم
يتألف كتابه صور الأقاليم بشكل رئيسي من الخرائط الجغرافية. قاده ذلك إلى تأسيس «مدرسة البلخي» لرسم الخرائط الأرضية في بغداد. كما كتب الجغرافيون في هذه المدرسة عن الشعوب والمنتجات والعادات في المناطق في العالم الإسلامي بتوسع مع القليل من الاهتمام بالعوالم غير المسلمة.

## مصالح الأبدان والأنفس

### الصحة العقلية والمرض العقلي
قدم أبو زيد البلخي مفاهيم الصحة العقلية والسلامة العقلية إلى علم النفس الإسلامي والتي ربطها في كثير من الأحيان بالصحة الروحية. كان أبو زيد البلخي أول من ناقش الأمراض المتعلقة بالجسد والروح بنجاح وذلك في كتابه «مصالح الأبدان والأنفس» (الحفاظ على الجسد والروح). وقد قام باستخدام مصطلح الطب الروحاني لوصف الصحة الروحية والنفسية ومصطلح طب القلب لوصف الطب النفسي. انتقد العديد من الأطباء في عصره لتركيزهم الشديد على الأمراض الجسدية وإهمال الاضطرابات العقلية أو النفسية لدى المرضى وقال إنه «بما أن الإنسان يتكون من روح وجسد فلا يمكن للوجود البشري أن يكون بصحة جيدة دون اشتباك الروح والجسد» وجادل أيضاً بأنه «إذا مرض الجسم فإن النفس تفقد جزءاً كبيراً من قدرتها المعرفية والإدراكية وتفشل في الاستمتاع بالجوانب المرغوبة في الحياة» وأنه «إذا مرضت النفس فقد لا يجد الجسم أية متعة أيضاً وقد يتطور في النهاية إلى مرض جسدي». تتبع البلخي أفكاره حول الصحة العقلية لآيات من القرآن الكريم والأحاديث المنسوبة إلى الرسول محمد، مثل:
«في قلوبهم مرضٌ»
القرآن 2:10
«أَلَا وَإِنَّ فِي الْجَسَدِ مُضْغَةً إِذَا صَلَحَتْ صَلَحَ الْجَسَدُ كُلُّهُ، وَإِذَا فَسَدَتْ فَسَدَ الْجَسَدُ كُلُّهُ، أَلَا وَهِيَ الْقَلْبُ»
صحيح البخاري، كتاب الإيمان
«إنَّ الله لا ينظر إلى صوركم، ولا إلى أموالكم، ولكن ينظر إلى قلوبكم وأعمالكم»
مسند أحمد ابن حنبل رقم 8707

### علم النفس الطبي والمعرفي والعلاج المعرفي
كان أبو زيد البلخي أول من ميّز بين العصاب والذهان وأول من قام بتصنيف الاضطرابات النفسية والعلاج المعرفي الرائد من أجل علاج كل من هذه الاضطرابات المصنفة. صنّف العصاب إلى أربعة اضطرابات عاطفية: الخوف والقلق، الغضب والعدائية، الحزن والاكتئاب، والهوس. كما صنف الاكتئاب إلى ثلاثة أنواع: الاكتئاب الطبيعي أو الحزن، الاكتئاب داخلي المنشأ من داخل الجسم، الاكتئاب السريري الارتكاسي الناشئ خارج الجسم. كتب أيضاً أنه يجب على الفرد السليم الاحتفاظ دائماً بالمشاعر والأفكار الصحية في ذهنه في حال حدوث فورات عاطفية غير متوقعة بنفس الطريقة التي يتم بها إبقاء الأدوية وطب الإسعافات الأولية في مكان قريب لحالات الطوارئ الجسدية غير المتوقعة. وذكر أن التوازن بين العقل والجسم ضروري لصحة جيدة وأن الخلل بين الاثنين يمكن أن يسبب المرض. قدم البلخي أيضاً مفهوم التثبيط المتبادل «العلاج بالضد» الذي أعاد جوزيف وولب تقديمه بعد ألف عام في عام 1969.

### الفيزيولوجيا النفسية والطب النفسي الجسدي
كان الطبيب المسلم أبو زيد البلخي رائدًا في العلاج النفسي والفيزيولوجيا النفسية والطب النفسي الجسدي. لقد أدرك أن الجسم والروح يمكن أن يكونا أصحاء أو مضطربين أو «متوازنين أو غير متوازنين» وأن المرض العقلي يمكن أن يكون له أسباب نفسية و/أو فيزيولوجية. وكتب أن الخلل في الجسم يمكن أن يؤدي إلى الحمى والصداع وغيرها من الأمراض الجسدية في حين أن اختلال الروح يمكن أن يؤدي إلى الغضب والقلق والحزن والأعراض العقلية الأخرى. لقد أدرك نوعين من الاكتئاب: أحدهما ناتج عن أسباب معروفة مثل الخسارة أو الفشل والتي يمكن علاجها نفسياً من خلال كلتا الطريقتين الخارجيتين (مثل الكلام المقنع والوعظ والإرشاد) والطرق الداخلية (مثل «تطور الأفكار الداخلية والإدراك التي تساعد الشخص على التخلص من حالته الاكتئابية»)، والآخر ناتج عن أسباب غير معروفة مثل «محنة مفاجئة من الحزن والضيق والذي يستمر طوال الوقت ويمنع الشخص المصاب من أي نشاط جسدي أو إظهار أية سعادة والاستمتاع بأي من الملذات» والتي قد تسببها الاضطرابات الفيزيولوجية (مثل شوائب الدم) ويمكن علاجه من خلال الطب الجسدي. كما كتب أيضاً مقارنات ما بين الطب الجسدي والطب النفسي وأظهر كيف يمكن أن تحدث الاضطرابات النفسية الجسدية بسبب تفاعلات معينة بينها.

## مكانته
بالغ العلماء في إطرائه والثناء عليه فهو صرف عمره في التصنيف والتدريس والإفادة والاستفادة.
قال عنه ياقوت في معجم الأدباء:
(كان فاضلا قائما بجميع العلوم القديمة والحديثة يسلك في مصنفاته طريقة الفلاسفة إلا أنه بأهل الأدب أشبه)
أما أبو حيان التوحيدي وفي كتاب النظائر فقال:
(أبو زيد البلخي يقال له بالعراق جاحظ العراق وأضاف: انه لم يتقدم له شبيه ونظير لدرجة ان من تمعن في كلامه في كتابه أقسام العلوم وكتاب اختلاف الامم وكتاب أخبار النبين وغيرهما لعلم أنه خزانه بحر الوجود وحبر جمع بين الحكمة والشعر)
تميز أبو زيد بدراسته الشاملة والمعمقة للأمور فبرع في ذلك واستحق كل إجلال وتقدير لما أعطاه من مدد علمي فكري، وإنتاج خصيب في نواحي المعرفة الإنسانية، وقد أثبت جميع من كتب عنه من العلماء والأدباء بأنه ذو عقل راجح لا يتوانى عن تفجير طاقته في تمحيص الحقيقة في شغف ومرونة فهو واحد من أعلام الفكر والمعرفة، ومن الشخصيات المهمة والبارزة في الفلسفة والرياضيات والمعارف القديمة والحديثة الإسلامية من أدب وشعر وتفسير وتشريع.

## تلاميذه
تتلمذ على يديه عدد من رواد العلم والباحثين، الذين غدوا فيما بعد من الفلاسفة النابغين من أمثال:
- أبو بكر محمد بن زكريا الرازي الفيلسوف والطبيب المعروف، فالرازي نفسه قال: (إنه درس الفلسفة على البلخي)
- أبو الحسن محمد بن يوسف العامري الفيلسوف الذي تفلسف بخراسان.
- أبو محمد الحسن بن محمد الوزيري.[13]

## وصلات خارجية
- أحمد بن سهل البلخي أبو زيد - معجم الأدباء - ياقوت الحموي